# Bret Harte
Bret Harte és una concentració de població designada pel cens dels Estats Units a l'estat de Califòrnia. Segons el cens del 2000 tenia 5.161 habitants.

## Demografia
Segons el cens del 2000, Bret Harte tenia 5.161 habitants, 1.174 habitatges, i 1.013 famílies. La densitat de població era de 3.558,3 habitants per km².
Dels 1.174 habitatges en un 54,9% hi vivien nens de menys de 18 anys, en un 59,5% hi vivien parelles casades, en un 17,8% dones solteres, i en un 13,7% no eren unitats familiars. En el 9,7% dels habitatges hi vivien persones soles el 5,4% de les quals corresponia a persones de 65 anys o més que vivien soles. El nombre mitjà de persones vivint en cada habitatge era de 4,4 i el nombre mitjà de persones que vivien en cada família era de 4,59.
Per edats la població es repartia de la següent manera: un 38,3% tenia menys de 18 anys, un 13,1% entre 18 i 24, un 28,3% entre 25 i 44, un 14,1% de 45 a 60 i un 6,2% 65 anys o més.
L'edat mediana era de 24 anys. Per cada 100 dones de 18 o més anys hi havia 112,3 homes.
La renda mediana per habitatge era de 26.568 $ i la renda mediana per família de 27.155 $. Els homes tenien una renda mediana de 27.591 $ mentre que les dones 17.885 $. La renda per capita de la població era de 7.481 $. Entorn del 30% de les famílies i el 38,1% de la població estaven per davall del llindar de pobresa.

## Poblacions més properes
El següent diagrama mostra les poblacions més properes.